# Calamagrostis hupehensis
Calamagrostis hupehensis là một loài thực vật có hoa trong họ Hòa thảo. Loài này được (Rendle) Chase mô tả khoa học đầu tiên năm 1936.